# جيوسيبي جيوفينكو
جيوسيبي جيوفينكو (بالإيطالية: Giuseppe Giovinco) (26 سبتمبر 1990 بتورينو في إيطاليا - ) هو لاعب كرة قدم إيطالي في مركز الوسط. لعب مع نادي بيزا ونادي فياريجو ونادي سافونا ‏ وAC Tuttocuoio 1957 San Miniato ‏ وكارسو كالتشيو ‏.